# Gene de Paul
Gene de Paul, född 17 juni 1919 i New York, död 27 februari 1988, var en amerikansk pianist, kompositör och låtskrivare. Han arbetade för USA:s armé under andra världskriget.
Han gick med i American Society of Composers, Authors, and Publishers (ASCAP) år 1941 och komponerade musik för många spelfilmer. Han blev nominerad till Oscars för bästa musik och originalsång år 1941 för Galopperande flugan.
De Paul var en av kompositörerna till sångerna och danserna till musikalfilmen Sju brudar, sju bröder från 1954 där han blev nominerad till 1983 års Tony Award för bästa originalmusiken.
Gene de Paul dog 1988 och begravdes på Forest Lawn Memorial Park i Hollywood Hills.